# Korean Movie Database
Korean Movie Database (KMDb) – południowokoreański projekt internetowy; baza danych poświęcona koreańskim filmom i ludziom kina koreańskiego.
Serwis został założony w 2006 roku przez Koreańskie Archiwum Filmowe. W ciągu miesiąca odnotowuje ok. 70 tys. odsłon (stan na 2020 rok).